# ローリンバーグ (ノースカロライナ州)
ローリンバーグ（英: Laurinburg）は、アメリカ合衆国ノースカロライナ州の都市。スコットランド郡の郡庁所在地である。人口は1万4978人（2020年）。サウスカロライナ州境に近く、州南部の大都市ファイエットビルからは南西に位置している。市内にはセントアンドリューズ大学があり、また伝統的にアフリカ系アメリカ人の学校であるローリンバーグ学校（高校に相当）もある。
ローリンバーグ市は1956年、1967年、2003年の3度、全米都市賞を受賞してきた。

## 歴史
ローリンバーグ市にあるアメリカ合衆国国家歴史登録財としては、ジョン・ブルー邸、マグ・ブルー邸、セントラル・スクール、エバン・アレクサンダー・アーウィン邸、E・ハーベイ・エバンス邸、トマス・J・ジル邸、ローレルヒル長老派教会、ローリンバーグ商業歴史地区、ステュワート・ホーリー・マロイ邸、ビラ・ノバがある。

## 地理
ローリンバーグ市は北緯34度45分53秒 西経79度28分13秒 / 北緯34.76472度 西経79.47028度 (34.764663, -79.470146)に位置している。
アメリカ合衆国国勢調査局に拠れば、市域全面積は12.6平方マイル (33 km2)であり、このうち陸地12.4平方マイル (32.1 km2)、水域は0.2平方マイル (0.52 km2)で水域率は1.27%である。
ローリンバーグ市の東にはローリンバーグ・マクストン空港がある。ここは第二次世界大戦中に陸軍の航空基地だった。

## 人口動態
以下は2000年の国勢調査による人口統計データである。
| 基礎データ - 人口: 15,874 人 - 世帯数: 6,136 世帯 - 家族数: 4,221 家族 - 人口密度: 494.3人/km2（1,280.2 人/mi2） - 住居数: 6,603 軒 - 住居密度: 205.6軒/km2（532.5 軒/mi2） 人種別人口構成 - 白人: 50.54% - アフリカン・アメリカン: 43.06% - ネイティブ・アメリカン: 4.23% - アジア人: 0.76% - 太平洋諸島系: 0.03% - その他の人種: 0.35% - 混血: 1.04% - ヒスパニック・ラテン系: 1.06% | 年齢別人口構成 - 20歳未満: 26.69% - 20-24歳: 10.7% - 25-44歳: 25.9% - 45-64歳: 22.7% - 65歳以上: 14.1% - 年齢の中央値: 36歳 - 性比（女性100人あたり男性の人口） - 総人口: 81.2 - 18歳以上: 74.7 世帯と家族（対世帯数） - 18歳未満の子供がいる: 32.1% - 結婚・同居している夫婦: 41.8% - 未婚・離婚・死別女性が世帯主: 23.2% - 非家族世帯: 31.2% - 単身世帯: 27.9% - 65歳以上の老人1人暮らし: 11.0% - 平均構成人数 - 世帯: 2.46人 - 家族: 3.00人 | 収入と家計 - 収入の中央値 - 世帯: 29,064米ドル - 家族: 37,485米ドル - 性別 - 男性: 31,973米ドル - 女性: 25,243米ドル - 人口1人あたり収入: 16,165米ドル - 貧困線以下 - 対人口: 23.6% - 対家族数: 19.7% - 18歳未満: 35.5% - 65歳以上: 18.6% |

### 収入

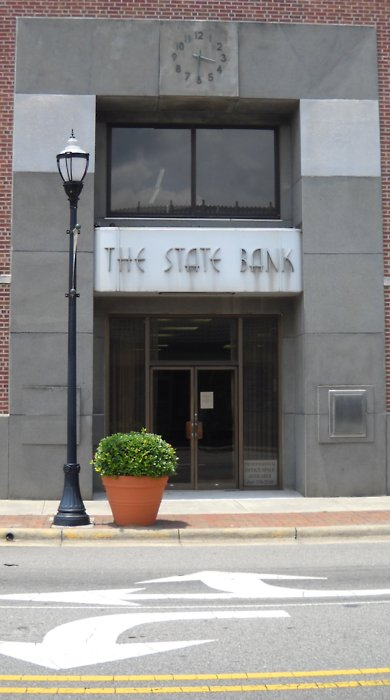
ローリンバーグ中心街にある州立銀行ビル

## メディア
ローリンバーグ市内で発行される日刊紙は「ローリンバーグ・イクスチェンジ」である。
ラジオ局WLNCはAM放送を流しており、コールサインはウェルカム・ローリンバーグ・ノースカロライナの頭文字である。

## 高等教育機関
市内にはセントアンドリューズ大学がある。私立4年制教養系の大学である。元はセントアンドリューズ長老派教会カレッジと呼ばれていた。

## 著名な出身者
- ラス・アダムズ - メジャーリーグベースボール選手、トロント・ブルージェイズ
- テリー・サンフォード - ノースカロライナ州知事、ローリンバーグ生まれ
- ウディ・ショウ - ジャズ・ミュージシャン、トランペット奏者
- チャーリー・スコット - NBAバスケットボール選手、ノースカロライナ大学チャペルヒル校卒、NBAではオールスター、1968年のメキシコシティオリンピックで金メダル、ローリンバーグ学校では卒業生総代

## 姉妹都市
ローリンバーグ市は国際姉妹都市協会が指定する以下の姉妹都市関係がある。
- スコットランド、オーバン